# Claire Guion-Firmin
Pour les articles homonymes, voir Guion.
Claire Guion-Firmin, née Javois le 6 septembre 1957 à Saint-Martin (Antilles françaises), est une femme politique française. Elle est députée apparentée Les Républicains de Saint-Barthélemy et Saint-Martin de 2017 à 2022.

## Biographie
Conseillère municipale de Saint-Martin élue en 2002, Claire Guion-Firmin devient vice-présidente de la Collectivité de Saint-Martin chargée du pôle social de 2007 à 2012.
Elle est élue députée française, dans la circonscription de Saint-Barthélemy et Saint-Martin, le 18 juin 2017, obtenant 54,73 % des voix au second tour, face à la candidate présentée par la majorité présidentielle, dans un contexte de forte abstention (73,9 %). Claire Javois est la seule élue LR des collectivités françaises d'Amérique. Elle était soutenue par le président de Saint-Barthélemy, Bruno Magras (LR), et par celui de Saint-Martin, Daniel Gibbs, député sortant qui ne se représentait pas. À l'Assemblée nationale, elle s'apparente au groupe Les Républicains (LR).
Candidate à sa réélection lors des élections législatives de 2022, elle est éliminée dès le premier tour en ne recueillant que 6,52 % des voix dans la circonscription de Saint-Barthélemy et Saint-Martin.